# Starofrancuski jezik
Starofrancuski jezik (ISO 639: fro), povijesni jezik francuske podskupine indoeuropskih jezika koji se u srednjovjekovno doba između 10 i 15 stoljeća govorio na području današnje središnje i sjeverne Francuske i Belgije.
Predak je suvremenog francuskog jezika.

## Vanjske poveznice
- Old French language  Arhivirana inačica izvorne stranice od 16. kolovoza 2018. (Wayback Machine)